# Arelate (bande dessinée)
 (novembre 2018).
Arelate est une série de bande dessinée historique réalisée par le Français Laurent Sieurac en collab Alain Genot.

## Synopsis
Les trois premiers tomes sont regroupés en un seul : le premier cycle. L'histoire se situe en Arles à la fin du premier siècle de l'ère chrétienne. On suit principalement Vitalis, jeune père, tailleur de pierre, et Neiko, un adolescent qui ne rêve que de prendre la mer, mais il y a d'autres personnages.
Vitalis, citoyen pauvre, se perd peu à peu dans les jeux de hasard et l'alcool. Susceptible et vif, il s'oppose à ses patrons et plus personne ne lui donne de travaux à réaliser. Il rencontre Atticus qui le sauve de plusieurs altercations et lui propose de s'engager dans la gladiature. De ce fait, il devient esclave.
Sa femme Carmilia, enceinte, subit ce choix et sera amenée à le quitter sur l'ordre de son père.
Neiko convainc ses parents de le laisser naviguer. Sa mère, à cause de la mort de son frère, est effrayée à l'idée que son fils prenne le large.

## Édition
L'auteur, après deux éditeurs traditionnels, se tourne vers l'auto-édition.